# Aalborgi repülőtér
Az Aalborgi repülőtér (IATA: AAL, ICAO: EKYT) egy nemzetközi repülőtér a dániai Nørresundbyben, Aalborg közelében. A repülőtér vegyes (civil/katonai) használatú. 1938-ban nyitották meg.

## Légitársaságok
- Air Norway (Oslo)
- Atlantic Airways (Vágar)
- British Airways
  - Sun Air of Scandinavia / Finnair (Oslo, átszállással Helsinki)
- Cimber Air (Koppenhága)
- Scandinavian Airlines System (Koppenhága)
- Sterling (Koppenhága, London, Malaga)[4]

## Forgalom
Az utasforgalom az elmúlt években az alábbi módon változott:
| Utasok száma | 357 144 | 311 692 | 782 030 | 1 048 621 | 1 379 513 | 1 409 207 | 1 505 561 | 1 585 573 | 775 789 | 1 423 024 |
|              | 2001    | 2003    | 2006    | 2008      | 2011      | 2013      | 2016      | 2018      | 2021    | 2023      |

## Balesetek
- 2007. szeptember 9.: Scandinavian Airlines 1209-es járat